# Степной Курган
Степно́й Курга́н — посёлок в Сальском районе Ростовской области
Административный центр Манычского сельского поселения.

## География
Посёлок расположен в 70 км к северо-западу от города Сальска на берегу одного из заливов Веселовского водохранилища.

### Уличная сеть
| - ул. 8 Марта, - ул. Безымянная, - ул. Береговая, - ул. Дальняя, - ул. Дружбы, - ул. Запрудная, - ул. Лесная, - ул. Макаренко, - ул. Молодёжная, | - ул. Октябрьская, - ул. Первомайская, - ул. Победы, - ул. Пролетарская, - ул. Строителей, - ул. Фрунзе, - ул. Энгельса, - пер. Революционный, - пер. Торговый. |

## История
Основан 4 ноября 1907 года, во время Столыпинской реформы. Здесь размещалось поместье коннозаводчика Королькова Феодонтия Яковлевича. Основным занятием жителей было скотоводство: разводили овец и лошадей. В 1922 году была организована агробаза. Посевная площадь агробазы составляла 400 га. В 1924 году открыта школа. В 1926 году на месте агробазы было образовано племенное хозяйство (Племхоз № 2). В 1934 году племхоз включён в состав конного завода имени Будённого (отделение № 4). С 1937 года — Манычский военный конный завод Народного комиссариата обороны. В 1941 году поголовье совхоза эвакуировано за Волгу и в Закавказье. Возвращено в 1944 году. 31 января 1945 года хозяйству присваивается наименование «Военный конный завод № 161 им. М. В. Фрунзе». В 1955 году преобразован в совхоз имени Фрунзе.
В 1965 году построена новое здание школы. В 1967 году открыт Дом культуры. В 1968 году воздвигнут памятник М. В. Фрунзе. В 1969 году открыт памятник воинам — односельчанам, на мраморных плитах высечены имена односельчан, которые погибли в годы ВОВ. С 1 января 1978 года совхоз становится опытным хозяйством Северо-Кавказского института по семеноводству. Ведущая отрасль — овцеводство.
В 1987 году указом ПВС РСФСР посёлку центральной усадьбы овцесовхоза им. Фрунзе присвоено наименование Степной Курган.
В посёлке имеется Дом культуры.

## Население
| 2010 |
| ---- |
| 1045 |

## Достопримечательности
- Памятник воинам, погибшим в годы Великой Отечественной войны и братская могила. Памятник солдатам, погибшим в годы Великой Отечественной войны в боях за посёлок Степной Курган и односельчанам — участникам Великой Отечественной войны, установлен на братской могиле, в которой похоронено 36 погибших воинов. Памятник установлен в центре посёлка Степной Курган.

Памятник представляет собой скульптуру солдата, стоящего над могилами погибших товарищей. Скульптура бойца изготовлена из монолитного бетона. Справа от скульптуры установлена горизонтальная стена, на которой видны барельефы солдат Советской Армии разных родов войск. На стене сделана надпись: «Остановитесь! Запомните эти фамилии, ведь за каждой из них была своя жизнь, отданная за то, чтобы счастливо жили мы с вами. Слава воинам — односельчанам, погибшим в боях за освобождение Родины 1941—1945 годов».
Перед памятником установлены три надгробных мраморных плиты с именами погибших в годы войны односельчан.
Памятник был открыт 9 мая 1969 года. Авторами памятника являются художник Джалуханян и скульптор Салгоян. В 2004 году памятник был отреставрирован, плиты с именами погибших воинов были обновлены. В 2010 году была обустроена территория около памятника и проведена его повторная реставрация.